# Корпеле
Корпеле (пол. Korpele, нім. Korpellen) — село в Польщі, у гміні Щитно Щиценського повіту Вармінсько-Мазурського воєводства.
Населення — 422 особи (2011).

## Демографія
Демографічна структура станом на 31 березня 2011 року:
|          | Загалом | Допрацездатний вік | Працездатний вік | Постпрацездатний вік |
| -------- | ------- | ------------------ | ---------------- | -------------------- |
| Чоловіки | 208     | 55                 | 137              | 16                   |
| Жінки    | 214     | 51                 | 140              | 23                   |
| Разом    | 422     | 106                | 277              | 39                   |